# Jarosław Macionczyk
Jarosław Macionczyk (ur. 22 stycznia 1979 w Wodzisławiu Śląskim) – polski siatkarz, grający na pozycji rozgrywającego. 
Od 1 sierpnia 2024 roku został pełnomocnikiem zarządu do spraw sportu w BBTS-ie Bielsko-Biała.

## Życie prywatne
Urodził się 22 stycznia 1979 roku w Wodzisławiu Śląskim. Naukę rozpoczął w 1986 roku w rybnickiej Szkole Podstawowej nr 15. Maturę zdał w Liceum Zawodowym przy Zespole Szkół Mechaniczno-Elektrycznych. W 2002 roku został absolwentem Prywatnego Policealnego Studium Menadżerskiego w Rybniku. Ma żonę Annę oraz dwóch synów Ignacego i Antoniego.

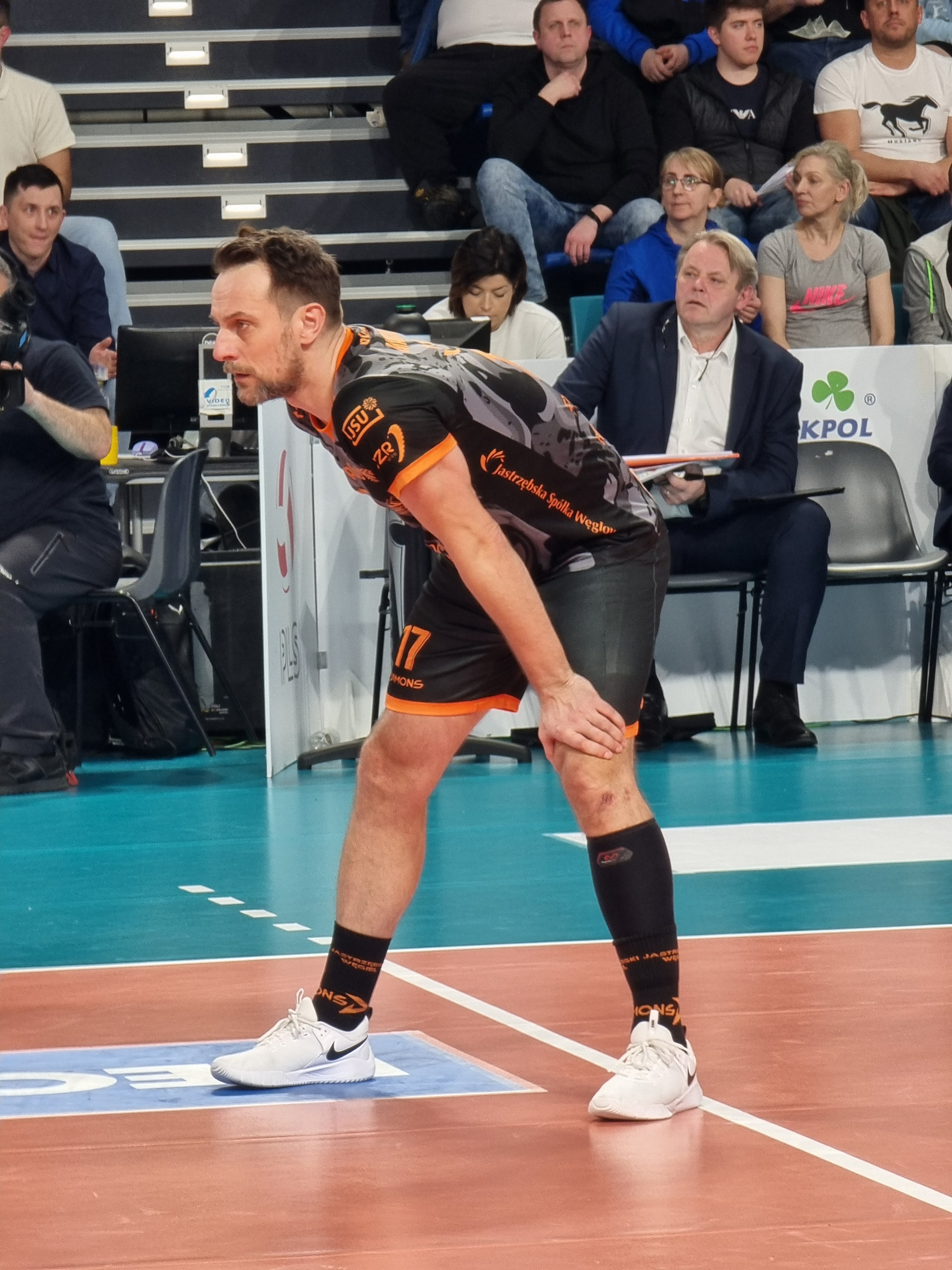
Jarosław Macionczyk w barwach Jastrzębskiego Węgla

## Kariera siatkarska
Karierę sportową rozpoczynał w zespołach młodzieżowych w Górniku Radlin. Przeszedł wszystkie szczeble młodzieżowych rozgrywek z tym klubem. W tym okresie był również zawodnikiem szerokiego składu pierwszego zespołu Górnika Radlin występującego wówczas w rozgrywkach ekstraklasy, gdzie grał jako libero. Po skończeniu wieku juniora został wypożyczony do drugoligowego AZS Politechniki Śląskiej Gliwice. Po dwuletnim wypożyczeniu wrócił do Radlina na dwa sezony. W sezonie 2002/2003 walczył w finale 1.ligi seri B przeciwko AZS Politechnika Warszawska, a następnie w barażu z zespołem z NKS Nysa.
W sezonie 2003/2004 po raz pierwszy wystąpił w Polskiej Lidze Siatkówki jako gracz AZS-u PWSZ Nysa. W rozgrywkach tych zadebiutował w pierwszej kolejce ligowej, w przegranym meczu w trzech setach z Pamapolem AZS-em Częstochowa. Był podstawowym zawodnikiem swojego zespołu. Z drużyną zajął 7. miejsce w końcowej klasyfikacji ligi, pokonując w ostatniej rundzie play-off AZS Politechnikę Warszawską.
W kolejnym sezonie z nyskim AZS-em w ekstraklasie uplasował się na 9. pozycji. W meczach barażowych o utrzymanie się w lidze zwyciężył Górnik Radlin, natomiast przegrał rywalizację z drużyną z niższej klasy rozgrywek. Tym samym spadł z klubem z Polskiej Ligi Siatkówki.
W przerwie sezonowej przeszedł do ligowego rywala zespołu z Nysy i beniaminka tych rozgrywek, Energetyka Jaworzno. Wówczas jaworznianie przegrali rywalizację z radomską drużyną i walczyli o niższe miejsca w lidze.
25 września 2006 roku został zawodnikiem beniaminka Polskiej Ligi Siatkówki, Jadaru Sport Radom. O miejsce w podstawowym składzie rywalizował z Tomášem Malčíkiem. W sezonie 2010/2011 zasilił kadrę drużyny z Gdańska. W tym samym sezonie zespół awansował do PlusLigi. Rok później przeniósł się do drużyny z Bielska-Białej, gdzie grał przez dwa lata. W sezonie 2012/2013 awansował z tym zespołem do PlusLigi. Kolejnym zespołem Macionczyka był Kęczanin, z którym największym sukcesem było zajęcie VIII miejsca w I lidze. Był kapitanem drużyny. Następnie podpisał kontrakt z Aluronem, w którym został kapitanem zespołu. W latach 2017–2022 ponownie był zawodnikiem BBTS-u Bielsko-Biała, z którym w sezonie 2021/2022 wywalczył kolejny awans do PlusLigi. W sezonie 2022/2023 reprezentował barwy MKS-u Będzin w Tauron 1. Lidze, po którym oficjalnie zakończył karierę sportową.
W październiku 2023 podpisał krótki kontrakt z BBTS-em Bielsko-Biała, który borykał się z kontuzjami rozgrywających. Następnie w styczniu 2024 dołączył do Jastrzębskiego Węgla, wobec kontuzji łotewskiego rozgrywającego Edvinsa Skrudersa. Dołączając w trakcie sezonu 2023/2024 do Jastrzębskiego Węgla stał się najstarszym zawodnikiem grającym w Pluslidze.

## Sukcesy klubowe
Mistrzostwo I ligi:
- 2011, 2017, 2022[10]
- 2013, 2021, 2023[11]

Mistrzostwo Polski:
- 2024[12]

Liga Mistrzów:
- 2024[13]